# Kaonik
Kaonik je naseljeno mjesto u općini Busovača, Federacija Bosne i Hercegovine, BiH.

## Stanovništvo

### 1991.
ukupno: 472
- Hrvati - 320
- Muslimani - 90
- Srbi - 43
- Jugoslaveni - 16
- ostali, neopredijeljeni i nepoznato - 3

### 2013.
Nacionalni sastav stanovništva 2013. godine, bio je sljedeći:
ukupno: 380
- Hrvati - 272
- Bošnjaci - 89
- Srbi - 8
- ostali, neopredijeljeni i nepoznato - 11